# Wilhelm von Kleist
Wilhelm von Kleist († Dezember 1605) war herzoglich pommerscher Landvogt von Stolp und Schlawe.

## Leben
Wilhelm von Kleist war ein Angehöriger der hinterpommerschen Adelsfamilie von Kleist und Sohn des Jakob von Kleist († ca. 1546), pommerscher Rat, Erbherr auf Vietzow und Poberow sowie auch auf Bublitz und der Anna von der Osten a.d.H. Woldenburg.
Seit 1557 war er aus väterlichem Erbe Herr auf Anteil Vietzow. Gemeinsam mit seinen Geschwistern ließ er am Ort eine Kapelle für die sonn- und feiertägliche Messe errichten.
Als am 30. Juli 1571 im Zuge der Verlobung Herzog Johann Friedrichs von Pommern mit der Tochter des brandenburgischen Kurfürsten Johann Georg das Heimfallsrecht für die Neumark, Löcknitz und Vierraden festgeschrieben wurde, trat Wilhelm von Kleist als Urkundenzeuge dieses wichtigen Erbvertrages auf.
Von 1573 bis 1586 und erneut von 1599 bis 1603 bekleidete er das Amt des Hauptmann zu Belgard. In der Zwischenzeit, von 1586 bis 1599, war er zum Landvogt von Stolp und Schlawe avanciert und als solcher auch Vertreter der Landstände auf dem Landtag.
Im Jahre 1590 überließ der Herzog ihm und seiner Frau ein erbliches Haus in Belgard. 1591 wurde er mit zwei Bauernhöfen in Bulgrin und vier Bauernhöfen in Pumlow belehnt, die er teilweise bereits 1590 erworben hatte.
Am 1. Februar 1598 hatte Wilhelm von Kleist als pommerscher Abgesandter an der Leichenprozession beim Begräbnis des Kurfürsten von Brandenburg Johann Georg teilgenommen. Im Trauerzug begleitete er zusammen mit Georg von Bruchwitz die jüngste Tochter (aus 1. Ehe) des Herzog Franz II. (Sachsen-Lauenburg) Catharina Ursula.

## Ehe und Nachkommen
Vor 1590 heiratete Wilhelm von Kleist Barbara von Kameke, Tochter des Achatius von Kameke, Erbherrn auf Lassehne, und der Christine von Borcke a.d.H. Regenwalde.
Aus der Ehe gingen vier Söhne und zwei Töchter hervor. Der Sohn Achatz von Kleist († um 1637) wurde Herr auf Vietzow, Hofrat von Herzog Bogislaw XIII. und Landrat. Die Tochter Barbara heiratete den pommerschen Landrat Rüdiger von Massow auf Lantow.